# Osztrák–magyar csapatok Palesztinában
Az osztrák–magyar csapatok Palesztinában történő alkalmazására az első világháború idején került sor, ami részét képezte az Oszmán Birodalomnak nyújtott katonai segítségnyújtásnak, melyet a központi hatalmak képviselői, II. Vilmos német császár és I. Ferenc József magyar király, 1914. augusztus elején Törökországgal megkötött titkos szerződései szavatoltak. A k. u. k. haderő kirendelt csapattestei a Közel-Keleten kerültek bevetésre, elsősorban a történelmi Palesztina területén.

## Története
Az Osztrák–Magyar Monarchia 1915. január 11-én csatlakozott az 1914. augusztus 2-án megkötött német–oszmán titkos szerződéshez. Az európai tengelyszövetség célja az volt, hogy Törökország gazdaságát olyan mértékűvé fejlessze, amely képes európai módon tömegtermelési kultúrák végzésére. Annak érdekében, hogy megerősítsék Enver pasa belpolitikai hatalmát, a Levante-hadtesthez hasonlóan kisebb önálló katonai csoportokat telepítettek szét az ország főbb területeire. Ezek tüzérségi és műszaki csapatok voltak, valamint gépesített szállító konvojok.
A monarchia katonai jelenléte nem volt újkeletű a térségben, hiszen a 19. század végén, az 1897-ben kitört krétai görög–török (Oszmán Birodalom) fegyveres konfliktusban a monarchia rendfenntartó alakulatokat küldött ki két hadihajó fedélzetén. A 20. század elején a Balkánon rendszeresen vállalt a Monarchia nemzetközi békefenntartó katonai műveletekben feladatokat. Illetve katonai missziót vezettek Perzsiában (a mai Iránban), elsősorban csapatvezetési kiképzéseket láttak el a kivezényelt csapatok, illetve monarchiás hadianyagokat szállítottak Perzsiába.
A háború kitörése előtt a német csapatokat azonban már nem fogadták kitörő lelkesedéssel a török ellenzéki polgárok, több ízben fejezték ki nemtetszésüket az Enver-kormányzat „semlegességi” külpolitikájával szemben is. Mindezektől függetlenül Törökország 1914. október végén, német nyomásra, támadásokat intézett a Fekete-tengeri Odessza és Szevasztopol orosz kikötők ellen, ezzel belépett a központi hatalmak oldalán a háborúba. Válaszul november 1-jén Oroszország hadat üzent, majd szövetségesei egy héten belül viszonozták a lépését. A háború kiszélesedett. A török ellenzéki lakosság drasztikusabb lépésekre szánta el magát: német katonákra lőttek, diplomatákat, katonai képviselőket támadtak meg, robbantottak fel. November 11-én napvilágot látott, hogy az Egyesülés és Haladás Bizottságának tagjai ellen merényleteket szerveztek, több vezetőt Konstantinápolyban lelőttek. Egy nappal később német katonai kontingensre támadtak Drinápolyban. Tizenharmadikán bombát robbantottak Enver pasa palotájánál, öt német katona halálát okozva, de a pasa megmenekült. November közepétől rendszeresek voltak a németekkel szembeni polgári atrocitások.
Az osztrák monarchiával szemben kevesebb ellenállást tanúsítottak a törökök. A k. u. k. haderő hozzáállása kevésbé volt agresszív, ugyanis az osztrák–magyar tisztek megpróbáltak erős kapcsolatokat kiépíteni a helyi erőkkel, amit azok polgári életkörülményeinek fejlesztésével igyekeztek elérni. Ilyen volt például Konstantinápolyban egy klinika felépítése és üzemeltetése, amely a szegényebb körülmények között élő lakosokat is ellátta. Ezek a lépések szorosan összefüggtek a hadianyagok átszállításával is, a monarchia igyekezett összetett katonai–gazdasági kapcsolatrendszert kiépíteni Törökországgal. A Škoda Művek fegyverei nagyon népszerűek lettek a török csapatoknál. Csak 1916-ban 80 darab hegyitarackot adtak át és összesen 50 tüzérosztályt szereltek fel. A tüzérségi eszközök alkalmazását a török csapatokra kialakított oktatási tematikákkal gyakoroltatták be.

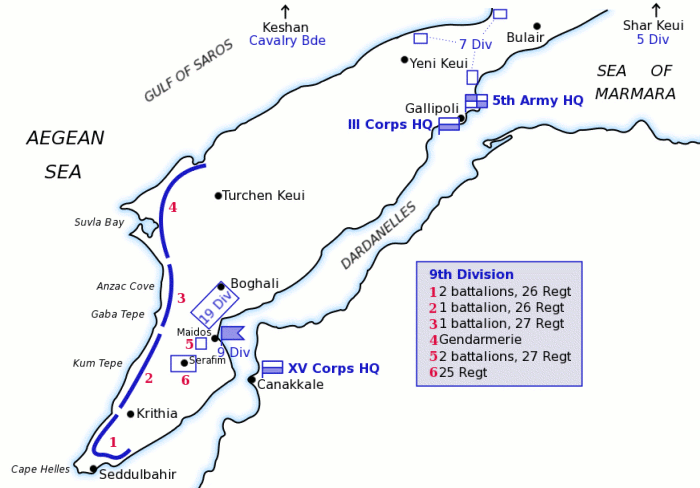
A Dardanellák védelmére rendelt török alakulatok elhelyezkedésének térképe, 1915. április

A Dardanellák ostroma idején, 1915. november 15-től a k. u. k. 24 cm Mörserbatterie Nr. 9 („cs. és kir. 9. 24 cm-es mozsárüteg”) volt az első kitelepített alakulat, melyet az Anafarta magaslatok frontszakaszain vetettek be a Gallipoli-félszigeten. Négy héttel később a k. u. k. 15 cm Haubitzbatterie Nr. 36 („cs. és kir. 36. 15 cm-es taracküteg”) is kitelepült, ugyanabba a frontszakaszba. A Szuvla-öböl és az ANZAC-medence tűz alatt tartása volt a feladatuk, amely területek a magaslatoktól 8–10 km-re nyugatra terültek el, jó kilövési pozíciókkal.
Az antant csapatok elvonulása után a két tüzérüteget először Szmirnába, majd Romániába telepítették át. Egészen az 1917-es évig itt kerültek bevetésre, majd török kérésre ismét visszatelepültek az országba. Itt a 36-osok Tenedos szigetével szemben kerültek elhelyezésre. A 9-esek mozsarálétszámát megfelezték és mint k. u. k. Kanonenbatterie Nr. 20 („cs. és kir. 20. ágyúüteg”) kezdték alkalmazni a kikülönítettet. Májusban a pasa a monarchia tábornokától, Joseph Pomiankowski altábornagytól (Feldmarschalleutnant) újabb hegyitüzér alakulatot kért, mellyel egy Szuezi-csatorna irányú előretörést kívánt támogatni. Pomiankowski a k. u. k. főparancsnokság beleegyezésével egy hegyitarack „hadosztályt” (Gebirgshaubitzdivision) állított fel, két tüzérüteggel. 1916 áprilisában Adolf Wilhelm Marno von Eichenhorst őrnagy és Wladislaw Anton Ritter von Truszkowski százados megérkezett Palesztinába. A k. u. k. különítmény ezzel 22 tisztből és 813 legénységi katonából állt. I. Ferenc József 1916. január 26-án kétségeit fejezte ki a hegyitarckütegek kitelepülését illetően. A kételyei azonban szerencsére nem igazolódtak.
Az egyik magyar hegyitarack üteg 5 nap alatt 200 kilométert menetelt előre a sivatagban és az augusztus 3–5. közötti Bir Romani elleni támadást fedezték, mialatt a török gyalogság visszavonult. A visszavonulást követően október végére Betlehembe települtek, ahonnan a front jobbszárnyát tartották tűz alatt.

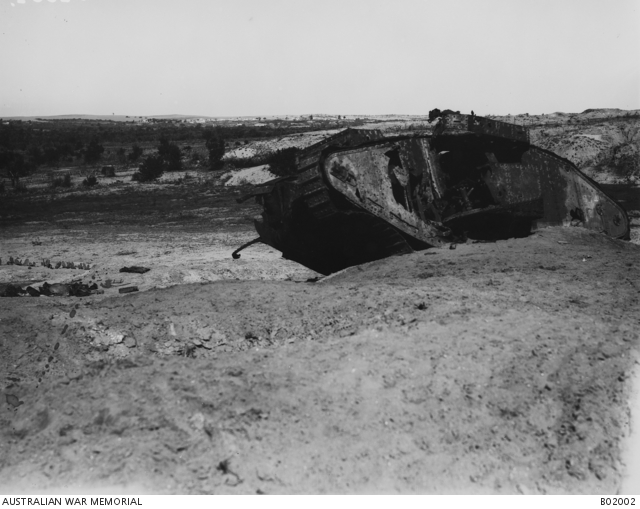
Egy kilőtt brit páncélos a második gázai csata idején 1917 tavaszán

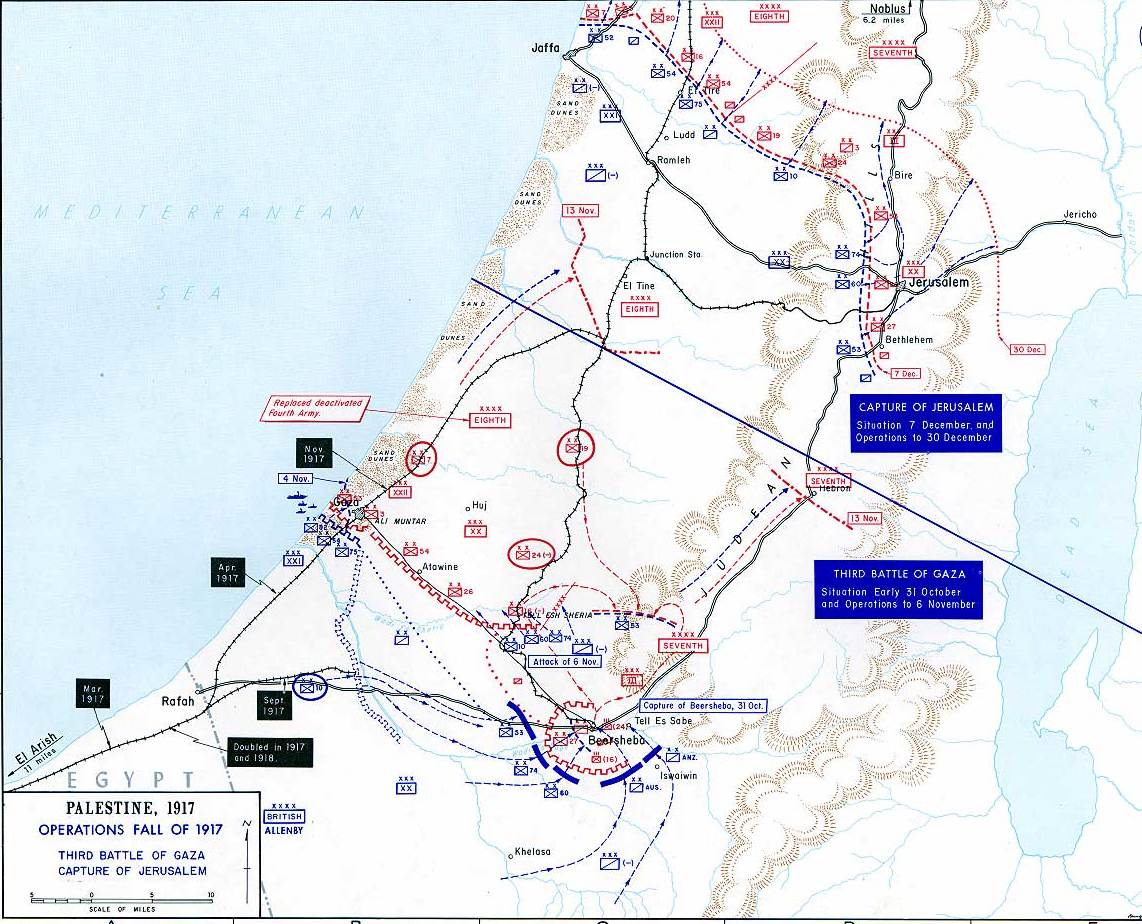
Térkép az 1917-es palesztinai harcokról

A sínai hadjárat idején, 1917 márciusában a 36. tarackhadosztály (Haubitzdivison Nr. 36) ismét bizonyította felkészültségét Gázánál. A „hadosztály” 2/4-es ütege, miután kilőtte az összes tüzérségi lövedékét, az állomány személyi kézifegyvereivel tüzelt ellenfeleire és visszavetették a briteket azok korábbi állásaiba. Az összecsapásban hét tisztet, köztük a parancsnok Truszkowskit, valamint negyvenhárom tiszthelyettesi és legénységi katonát vesztettek el. 1917 júniusában erre a frontszakaszra küldték erősítésként a 20. ágyúüteget (Kanonenbatterie Nr. 20) is. Ekkorra már az egész kontingens fogatolt állatainak jelentős vesztesége lett az alultápláltságtól, ezért a cs. és kir. I. törökországi teherjárműoszlop (k. u. k. Kraftwagenkolonne Türkei I) állományából kellett a veszteségeket pótolni. 1917 áprilisa és októbere között hadászati patthelyzet alakult ki a dél-palesztinai térségben Gáza és Beér-Seva között, a szembenálló erők egyike sem tudta az állásharcokat eldönteni, áttörni. A második gázai csata idején, 1917. április 17–19. között a budapesti 4. és a kassai 6. hegyi tüzérezredek hegyitarackos osztályai kerültek bevetésre. Ebben a pár napban a monarchia tüzérei jelentős segítséget nyújtottak a brit vezetésű Egyiptomi Expedíciós Erők támadásainak visszaverésében. A támadások során nyolc Mark I-es brit páncélos „tankot” vetettek be, melyek közül hármat kilőttek a magyarországi tüzérek. Ez az összecsapás egyike a magyar páncéloselhárítás első sikereinek. Az elvesztett hármat Mark IV-ekkel pótolták a britek, így a nyolc páncélost a harmadik gázai csata idején, 1917 novemberében vetettek be ismét. Ebben az időben ismét hathatós tűztámogatást adtak a monarchia ütegei az itt harcoló csapatoknak. A harcok súlyosságát mutatja, hogy az ütközetek idején gyakran a legénységi állománynak is be kellett avatkoznia a közvetlen harcokba, amikor a brit lovasság a frontszakaszokat áttörve a tüzérállásokat kezdték veszélyeztetni.

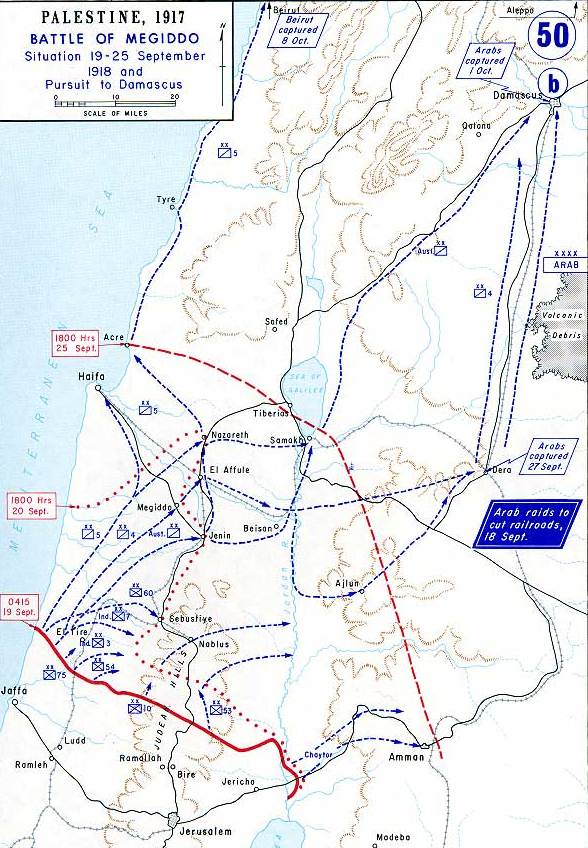
Térkép az 1918-as palesztinai harcokról

Egy új parancsnok, Allenby tábornok vezette november eleji harmadik gázai csata antant győzelemmel ért véget, Gázát és Beér-Sevát egyidőben támadták. Segítette őket egy arab felkelők által vezetett nyári offenzíva is, mely oszmán erőket vont el az erődítésektől. November 16-án Jaffa is brit ellenőrzés alá lett vonva. Ebben az időben vette át Falkenhayn a parancsnokságot, erősítéssel együtt (Ázsia-hadtest), de ez is kevésnek bizonyult. Jeruzsálem év végi elvesztésével végleg brit kézen maradt a város, egészen az 1948-as palesztinai mandátum lezárásáig. Az 1917-es év végét a k. u. k. csapatok Damaszkuszban töltötték, készletfeltöltés és pihenés céljából.
A következő év tavaszán, 1918 áprilisában a kivezényelt tüzérséget az antantcsapatok transzjordániai támadásai ellen vetették be. Ezek az antant erők az 1916. év végi Kut városánál elért sikereiket kihasználva az 1917-es évben, Bagdadot is bevéve egészen Moszul déli előteréig nyomultak. Az első két transzjordániai ütközet oszmán győzelemmel ért véget, az április végi másodikban már az osztrák–magyar tüzérséget is bevetették. Ebben az ütközetben a támadó antanterők a tarackhadosztály 2. ütegét katlanharcban közelharcra és kézitusára kényszerítették két török gyalogos hadosztállyal együtt. A védők hátvédeinek veszélyeztetésével aztán a tüzércsapatokat visszavonták. Az ezt követő szeptemberi támadássorozatokat már a központi hatalmak csapatai képtelenek voltak visszaverni, a rendelkezésre álló tüzérségi erők nem voltak elegendőek az igényelt tűztámogatás biztosítására. 1918. szeptember 19-én megkezdett harmadik transzjordániai csata alatt a közös arcvonal felbomlott, az általános és rendezetlen visszavonulás közben a monarchia csapatait elsöpörték a támadók. Jelentős mennyiségű hadianyagot, hadieszközt és több ezer hadifoglyot ejtettek.
Bár a cs. és kir. 1/4. hegyiágyúüteg (Gebirgskanonenbatterie Nr. 1/4) megmentette löveganyagát, azonban összes lövészeszköze és lőszerkészlete elveszett. Ezeket az eszközöket később az Aleppóban újjászervezett török 7. hadsereg állománya vette át, melynek parancsnoka (Etappengruppenkommandant) Harry Spanner főhadnagy lett (Oberleutnant), mérnök volt, akinek nevét ebben az időben, 1918 szeptemberében Resafa mellett egy romváros ásatásainál ismerte meg a külvilág. A romvárost a háború után meg is nyitották.
Az 1918. október 30-i fegyverszünetet követően a k. u. k. csapatokat Konstantinápolyba gyűjtötték össze. Köztük volt a kétszáz embert számláló török járműkonvojok kiképzőkülönítménye (Instruktionsdetachement für türkische Kraftwagenkolonnen), és a síoktató különítmény (Ski-Ausbildungsdetachement) is sikeresen megérkezett Erzerumból, ahol a különítmény a török kaukázusi hadsereg katonai síoktatásáért volt felelős.
Az Osztrák–Magyar Monarchia október végi, november eleji összeomlása érzékenyen érintette a külföldön rekedt alakulatokat. A bizonytalanság miatt megbomlott a fegyelem, a feljebbvalókhoz való viszonyulás labilissá vált. November 4-én mintegy 200 fős tömeg puccsot hajtott végre a hadiraktáraknál és katonai tanácsot hirdetett ki. Ezt Poniatowski katonai attasé igyekezett megakadályozni és felkérte a török felet, hogy segítsen a kérdés hathatós (fegyveres) rendezésében. A lázadást leverték és a dezertőröket Odesszába internálták. Ez alatt és ezt követően is számos cseh, román és horvát katona állt át az antant csapatokhoz, a zűrzavar általánossá kezdett válni. A monarchia haderejéhez lojális csapatok, 200 tiszt és 1050 tiszthelyettes és legénységi állományú katona felzárkózott a Márvány-tenger partjára és behajózásra vártak. 1919. január 6-án az utolsó k. u. k. katona is elhagyta Törökországot. Az utolsó katona január 24-én hagyta el Trieszt kikötőjét Bécs felé.

## Kivezényelt alakulatok
A Palesztinába vezényelt alakulatok:
- cs. és kir. 9. számú 24 cm-es motorizált mozsárüteg (k. u. k. 24 cm Motor-Mörser-Batterie No. 9) – 24 cm-es M 98 mozsarakkal felszerelve
- cs. és kir. 36. számú 14,9 cm-es taracküteg (k. u. k. 14,9 cm Haubitzbatterie No. 36.) – Škoda gyártmányú 14,9 cm-es hegyitarackokkal felszerelve
- cs. és kir. 1/4. budapesti hegyitaracküteg (k. u. k. Gebirgshaubitzbatterie No. 1/4 aus Budapest) – Škoda gyártmányú 7,5 cm-es M1915 hegyiágyúkkal felszerelve
- cs. és kir. 2/6. kassai hegyitaracküteg (k. u. k. Gebirgshaubitzbatterie No. 2/6 aus Kassa) – Škoda gyártmányú 7,5 cm-es M1915 hegyiágyúkkal felszerelve
- cs. és kir. 20. számú ágyúüteg (k. u. k. Kanonenbatterie No. 20) – 10,4 cm-es tábori ágyúkkal felszerelve
- Teherszállító egységek
- Egészségügyi egységek
- Kiképző különítmények
- cs. és kir. harccsoportparancsnokság (k. u. k. Etappengruppenkommandando) Aleppóban diszlokált
- cs. és kir. 452. számú tábori posta (k. u. k. Feldpostamt Nr. 452) Aleppóban diszlokált.

## Döntő tényezők
Összevetve Alois Musil orientalista, teológus és geográfus, az arab vezetők körében végzett munkásságát és ellenlábasa, Arábiai Lawrence agitáló és szabadcsapat-szervező tevékenységét, utóbbi javára billen a mérleg nyelve, hatékonyabban tudta megszervezni osztrák-cseh származású vetélytársával szemben az arab ellenállást és csapatmozgásokat.
Musil javaslatára 1917–1918-ra egy szervezőhadtest érkezett volna Palesztinába, azonban ez nem érkezett be, noha nagy szükség lett volna rájuk. Ugyan ekkor már létezett Belgrádban egy szervezőhadtest 400 tiszttel és 8000 tiszthelyettessel és legénységi állománnyal, ők azonban az albán front tevékenységéért feleltek elsősorban. Ezeken túlmenően 1918-ban állomásoztak híradócsapatok a térségben, úgymint a cs. és kir. 266. számú telegráfszázad (k. u. k. Telegraphen-Kompanie Nr. 266) és a cs. és kir. 49. számú telegráfépítő század (k. u. k. Telegraphen-Baukompanie Nr. 49), melyeket gyakran megerősítettek. Ezen alakulatok személyi állománya elsősorban magyar és szlovák nemzetiségű volt.

## Kegyeleti helyek
Az elesett katonákat őrző, gondozó haditemetők és hadisírok többsége Jeruzsálemben, Aleppóban, Damaszkuszban és Isztambulban találhatóak, illetve fellelhetőek még brit haditemetőkben is császári és királyi katonák sírhelyei.

## Fordítás
- Ez a szócikk részben vagy egészben  az   Österreich-Ungarns Truppen in Palästina című német Wikipédia-szócikk ezen változatának fordításán alapul.  Az eredeti cikk szerkesztőit annak laptörténete sorolja fel. Ez a jelzés csupán a megfogalmazás eredetét és a szerzői jogokat jelzi, nem szolgál a cikkben szereplő információk forrásmegjelöléseként.
- Ez a szócikk részben vagy egészben  a   Deutsche Militärmissionen im Osmanischen Reich című német Wikipédia-szócikk ezen változatának fordításán alapul.  Az eredeti cikk szerkesztőit annak laptörténete sorolja fel. Ez a jelzés csupán a megfogalmazás eredetét és a szerzői jogokat jelzi, nem szolgál a cikkben szereplő információk forrásmegjelöléseként.
- Ez a szócikk részben vagy egészben  az   Österreichisch-Ungarische Militärmission in Persien című német Wikipédia-szócikk fordításán alapul.  Az eredeti cikk szerkesztőit annak laptörténete sorolja fel. Ez a jelzés csupán a megfogalmazás eredetét és a szerzői jogokat jelzi, nem szolgál a cikkben szereplő információk forrásmegjelöléseként.